# Physcomitrium dilatatum
Physcomitrium dilatatum là một loài Rêu trong họ Funariaceae. Loài này được Renauld & Cardot mô tả khoa học đầu tiên năm 1890.